# タデウス・スルシャルスキー

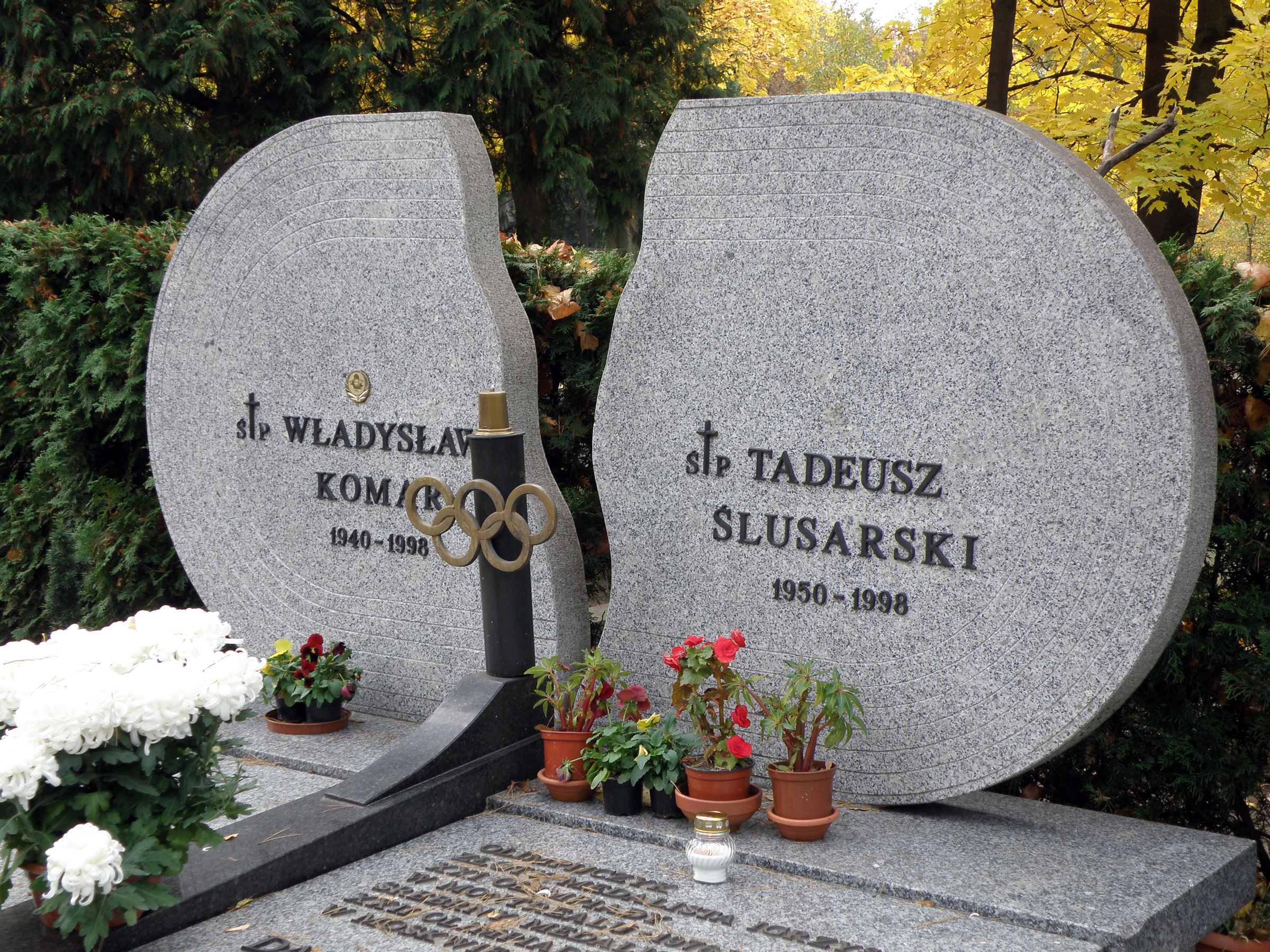
ウラディスラフ・コマルとスルシャルスキーの墓標

タデウス・スルシャルスキー （ポーランド語: Tadeusz Ślusarski、ポーランド語の読みはタデウシュ・シルサルスキ、1950年5月19日 - 1998年8月17日）は、ポーランドの陸上競技選手。1976年モントリオールオリンピック棒高跳の金メダリストである。
1998年に、1972年ミュンヘンオリンピック男子砲丸投金メダリストのウラディスラフ・コマルとともに自動車事故により死去した。

## 主な実績
| 年   | 大会             | 場所                     | 種目   | 結果 | 記録 |
| ---- | ---------------- | ------------------------ | ------ | ---- | ---- |
| 1976 | オリンピック     | モントリオール（カナダ） | 棒高跳 | 1位  | 5m50 |
| 1977 | ユニバーシアード | ソフィア（ブルガリア）   | 棒高跳 | 2位  | 5m50 |
| 1980 | オリンピック     | モスクワ（ソビエト連邦） | 棒高跳 | 2位  | 5m65 |